# ژرمانیوم-قلع
ژرمانیوم-قلع (به انگلیسی: Germanium-tin) آلیاژی از عناصر ژرمانیم و قلع است که هر دو در گروه ۱۴ جدول تناوبی قرار دارند. این فقط از نظر ترمودینامیکی در محدوده ترکیبی کوچکی پایدار است. باوجود این محدودیت، خواص مفیدی برای مهندسی کُرنش و شکاف نواری افزاره‌های نیم‌رسانای نوری و میکروالکترونیکی یکپارچه با سیلیکون دارد.

## ترکیب
آلیاژهای ژرمانیوم-قلع باید به صورت جنبشی (به انگلیسی: kinetically) پایدارسازی شوند تا از تجزیه جلوگیری شود. بنابراین، روش‌های برآرایی پرتو-مولکولی یا لایه‌نشانی بخار شیمیایی معمولاً برای ترکیب آنها استفاده می‌شود.

## کاربردهایمیکروالکترونیکی
آلیاژهای ژرمانیوم-قلع دارای تحرک‌پذیری حامل بالاتری نسبت به سیلیکون یا ژرمانیوم هستند؛ بنابراین پیشنهاد شده است که آنها می‌توانند به عنوان یک ماده کانال در ترانزیستورهای اثر میدانی فلز-اکسید-نیم‌رسانا با سرعت بالا استفاده شوند. علاوه بر این، ثابت شبکه بزرگتر آلیاژها نسبت به ژرمانیوم، استفاده از آنها را به عنوان عوامل تنش‌زا برای افزایش تحرک‌پذیری حامل ترانزیستورهای کانال ژرمانیومی ممکن می‌سازد.

## کاربردهایاپتوالکترونیکی
آلیاژهای ژرمانیوم-قلع با محتوای قلع بیش از ۹ درصد به نیم‌رساناهای با شکاف مستقیم تبدیل می‌شوند که گسیل نور کارآمد مناسبی برای ساخت لیزر دارند. از آنجایی که عناصر تشکیل دهنده از نظر شیمیایی با سیلیکون سازگار هستند، می‌توان چنین لیزرهایی را مستقیماً روی افزاره‌های میکروالکترونیکی سیلیکونی یکپارچه کرد و ارتباطات نوری روی تراشه را امکان‌پذیر کرد. این هنوز یک ناحیه تحقیقاتی فعال است، اما لیزرهای ژرمانیوم-قلع که در دماهای پایین کار می‌کنند قبلاً نشان داده شده است. علاوه بر این، دیودهای نورگسیل ژرمانیوم-قلع که در دمای اتاق کار می‌کنند نیز گزارش شده است.